# Beetham Estate
Beetham Estate es una localidad de Trinidad y Tobago, que forma parte de la región de San Juan-Laventille.

## Toponimia
La localidad también es conocida por el nombre de Beetham Estate/Gardens.

## Geografía
La localidad abarca parte de la isla Trinidad y limita al norte con Eastern Quarry y Laventille, al sur con Bejucal, al este con Barataria y El Socorro Extension y al oeste con East Port of Spain, Sealots (ambas localidades pertenecientes a la ciudad de Puerto España) y el golfo de Paria.

## Demografía
Datos demográficos de la localidad de Beetham Estate:
| Gráfica de evolución demográfica de Beetham Estate entre 2000 y 2011 |
|                                                                      |